# Vila Osvěta
Vila Osvěta je budova v ulici Jana Masaryka 165/22 na pražských Vinohradech. V letech 1886–1889 zde bydlel Tomáš Garrigue Masaryk se svou ženou Charlotte a zde se také 14. září 1886 narodil jejich syn Jan, pozdější československý ministr zahraničí.
Jméno dal vile v roce 1871 její majitel, spisovatel a vydavatel měsíčníku Osvěta Václav Vlček. Profesor Masaryk mu pomáhal při zakládání i rozvíjení tohoto časopisu a rozešli se až po roce 1889 z důvodu různého názoru na pravost rukopisů královédvorského a zelenohorského.
Pobyt Masarykových ve Vile Osvěta v tehdejší ulici Čelakovského nad Nuselským údolím připomíná pamětní deska umístěná na vjezdové bráně roku 1946 za přítomnosti Jana Masaryka. U příležitosti 120. výročí jeho narození byla na bráně 14. září 2006 slavnostně odhalena pamětní deska s jeho bustou a vyrytým citátem „Pravda vítězí, ale dá to fušku.“ Je dílem akademického sochaře Jana Bartoše.